# 사무일

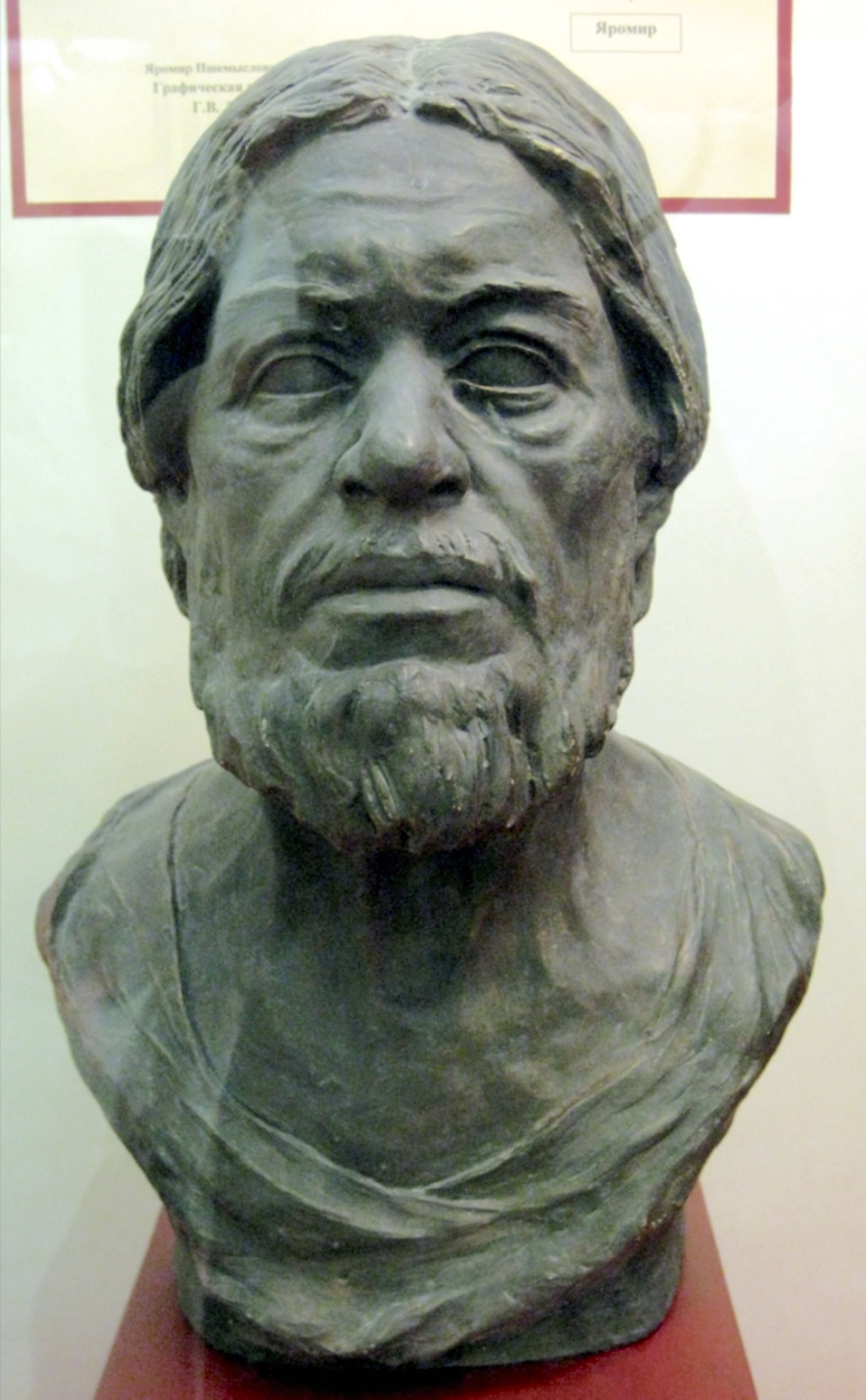

사무일(불가리아어: Самуил, 958년 ~ 1014년 10월 6일)은 불가리아의 군주이다.

## 어린 시절
그는 마케도니아 프릴레프 출신으로 그의 아버지인 코미타 니콜라는 원래 페타르 1세 때의 대귀족이었다. 그러나 969년 키예프 대공국의 스뱌토슬라프 1세 대공의 내습으로 불가리아가 위기에 처하자 소피아와 마케도니아를 중심으로 세력권을 형성했다. 970년 니콜라의 사후 네 아들인 다비드, 모세, 아론, 그리고 사무일(즉 코미토풀리 형제)이 유력자가 되었는데, 이때 스뱌토슬라프 1세가 비잔티움에게 패하여 러시아로 돌아가던 중 암살되고 보리스 2세가 콘스탄티노폴리스로 잡혀가게 되자 이들은 반(反) 비잔티움 항쟁을 일으켰고 황제 요한네스 1세와 싸워 승리하였다. 그 후 976년에 이르러서 그의 형제인 다비드와 모세가 왈라키아인들과의 싸움에서 전사하고, 아론이 비잔틴과 내통한 사실이 밝혀져 사무일과 전투 끝에 아론의 아들 이반 블라디슬라프를 제외한 아론의 가족 전원이 살해당했다. 그리고 이어 보리스 2세가 살해됨으로써 사무일은 불가리아의 실권을 장악하게 되었다.

## 업적과 죽음
그 후 980년 불가리아의 차르로 정식 즉위한 뒤 모에시아를 되찾고 알바니아와 테살리아까지 세력을 확장하였다. 그러고 나서 992년 수도를 스코페에서 오흐리다로 천도하고 불가리아 총대주교구를 부활시켰고, 980년대에 바실리우스 2세 불가톡누스를 격파한 뒤 그는 발칸반도에 남슬라브 통일 국가를 건설하겠다는 꿈을 가지게 되었고, 이어 세르비아를 멸망시키고 나렌타인들까지 굴복시켰지만 그 꿈은 사무일이 트라키아와 크로아티아에 입성하기 전에 깨졌다. 소아시아에서의 싸움을 끝낸 바실리우스 2세가 발칸에서 사무일과 싸움을 재개하였고, 997년부터 지루하고 참혹한 싸움이 시작되었다. 결국 1014년 7월 29일 벨라시차 전투에서 사무일은 완패하였고, 그는 겨우 오흐리다로 귀환하였으나 곧 바실리우스가 귀환시킨 포로들을 보고 경악하였다. 왜냐하면 그가 15,000명에 달하는 포로들을 100단위로 나누어 앞장 선 자만 눈 하나를 뽑고 나머지는 모두 눈을 뽑아서 보냈고, 그 끔찍한 행렬을 보고 사무일은 결국 기절해서 죽었다. 그 후 아들 가브릴은 1015년 콘스탄티노폴리스를 공격하던 중 이반 블라디슬라프에게 암살당했고, 이반 블라디슬라프도 1018년 전사하였으며 제1차 불가리아 제국은 멸망하였다.
| 전임 보리스 2세 (재위 969~976) | 제1차 불가리아 제국의 군주 853~889 | 후임 가브릴 라도미르 (재위 1014~1015) |